# Championnat de Belgique féminin de football 2014-2015
 (mars 2024).
Si vous disposez d'ouvrages ou d'articles de référence ou si vous connaissez des sites web de qualité traitant du thème abordé ici, merci de compléter l'article en donnant les références utiles à sa vérifiabilité et en les liant à la section « Notes et références ».
Navigation
Saison précédente Saison suivante
Le Championnat de Belgique féminin de football 2014-2015 est la 44e édition de la première division belge.
La saison débute le 30 août 2014 et se termine le 9 mai 2015. À la suite du retrait volontaire du Royal Antwerp Football Club (féminines) de la BeNe Ligue qui devient le K Kontich FC et descend d'un niveau, il n'y a eu qu'un seul descendant. Comme d'habitude, il y a deux montants de D2, en conséquence, la D1 passe à quatorze équipes.

## Clubs2014-2015
| 2013-2014  | Club                              | Terrain                       |
| ---------- | --------------------------------- | ----------------------------- |
| BeNe Ligue | K Kontich FC                      | Complexe FC Kontich           |
| 1          | DVC Eva's Tirlemont               | Sint-Barbaracomplex           |
| 2          | DVL Zonhoven                      | De Basvelden                  |
| 3          | KSK Heist                         | Gemeentelijk Sportcentrum     |
| 4          | Union St-Ghislain Tertre-Hautrage | Stade Saint-Lô                |
| 5          | Standard Fémina de Liège B        | Académie Robert Louis-Dreyfus |
| 6          | Oud-Heverlee Louvain B            | Stade Den Dreef               |
| 7          | VC Dames Eendracht Alost          | Jeugdcomplex Zandberg         |
| 8          | Lierse SK B                       | Jeugdcentrum KSK Lierse       |
| 9          | SV Zulte Waregem                  | Regenboogstadion              |
| 10         | FCF White Star Woluwé             | Stade Fallon                  |
| 11         | RSC Anderlecht B                  | Annexe Heysel                 |
| D2         | DV Tongres                        | Complexe Klein Veldje         |
| D2         | K Massenhoven VC                  | Complexe Massenhoven VC       |

## Promotions et relégations pour2015-2016
- Relégués en Division 2 :

- Promus en Division 1 :